# Földgömb

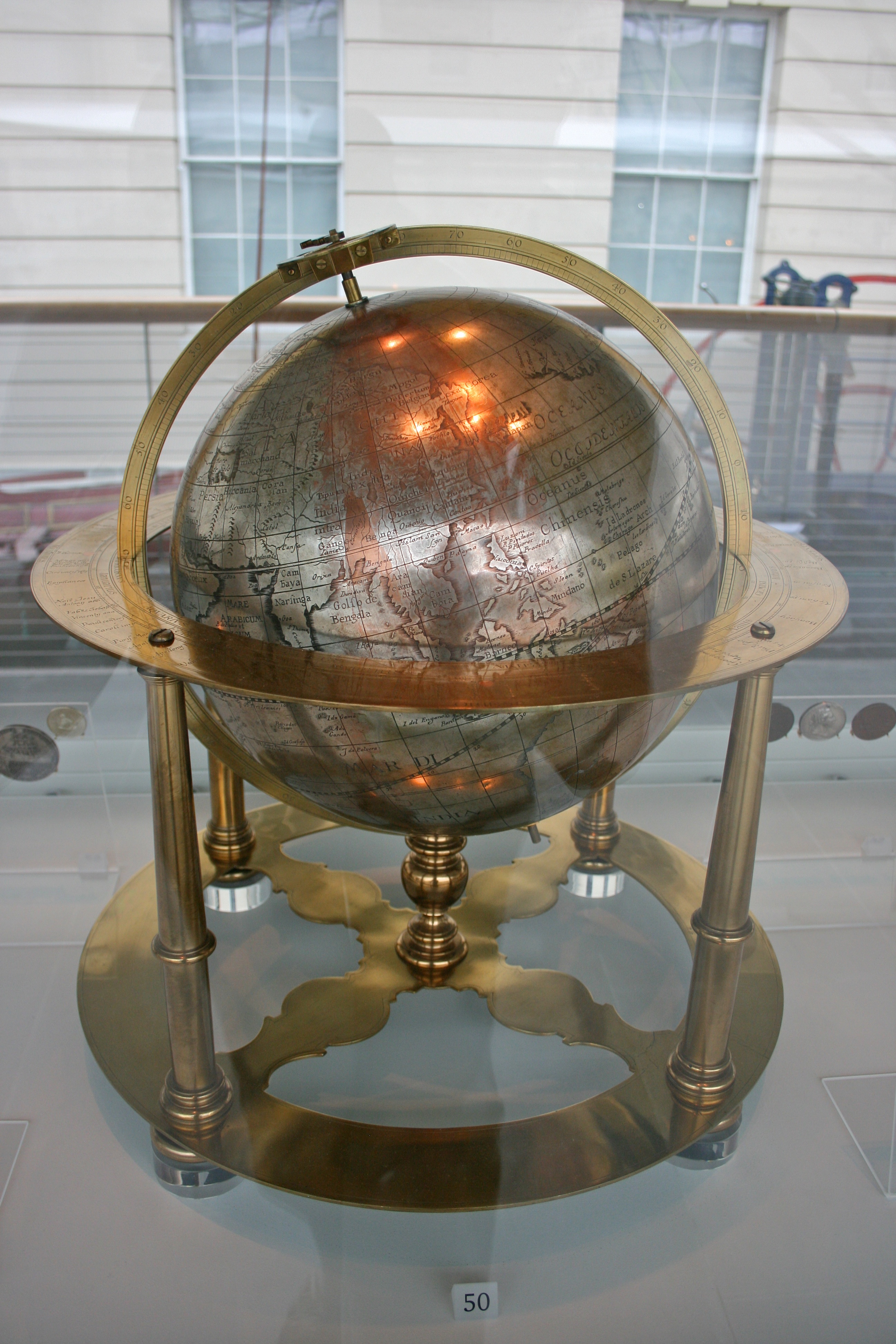
Német földgömb 1725-ből

A földgömb a Föld méretarányosan kicsinyített, háromdimenziós ábrázolása. Gyakran a glóbusz elnevezést is használjuk rá. Ebben az esetben a jelentése is többletet nyer: a Föld, vagy más égitest, vagy az égbolt és a csillagképek kicsinyített, generalizált ábrázolása egy gömb alakú testen. A glóbusz szó a latin „globus” szóból ered, jelentése gömb alakú. A földgömbök ábrázolásmódjuk szerint lehetnek hagyományos, és dombor vagy reliefglóbuszok. A modern számítógépes technológia lehetővé teszi a glóbuszok háromdimenziós megjelenítését a számítógép képernyőjén is, ezeket a gömböket virtuális glóbuszoknak nevezzük. A Virtuális Glóbuszok Múzeuma online-tárlat számos ilyet mutat be.

## Története

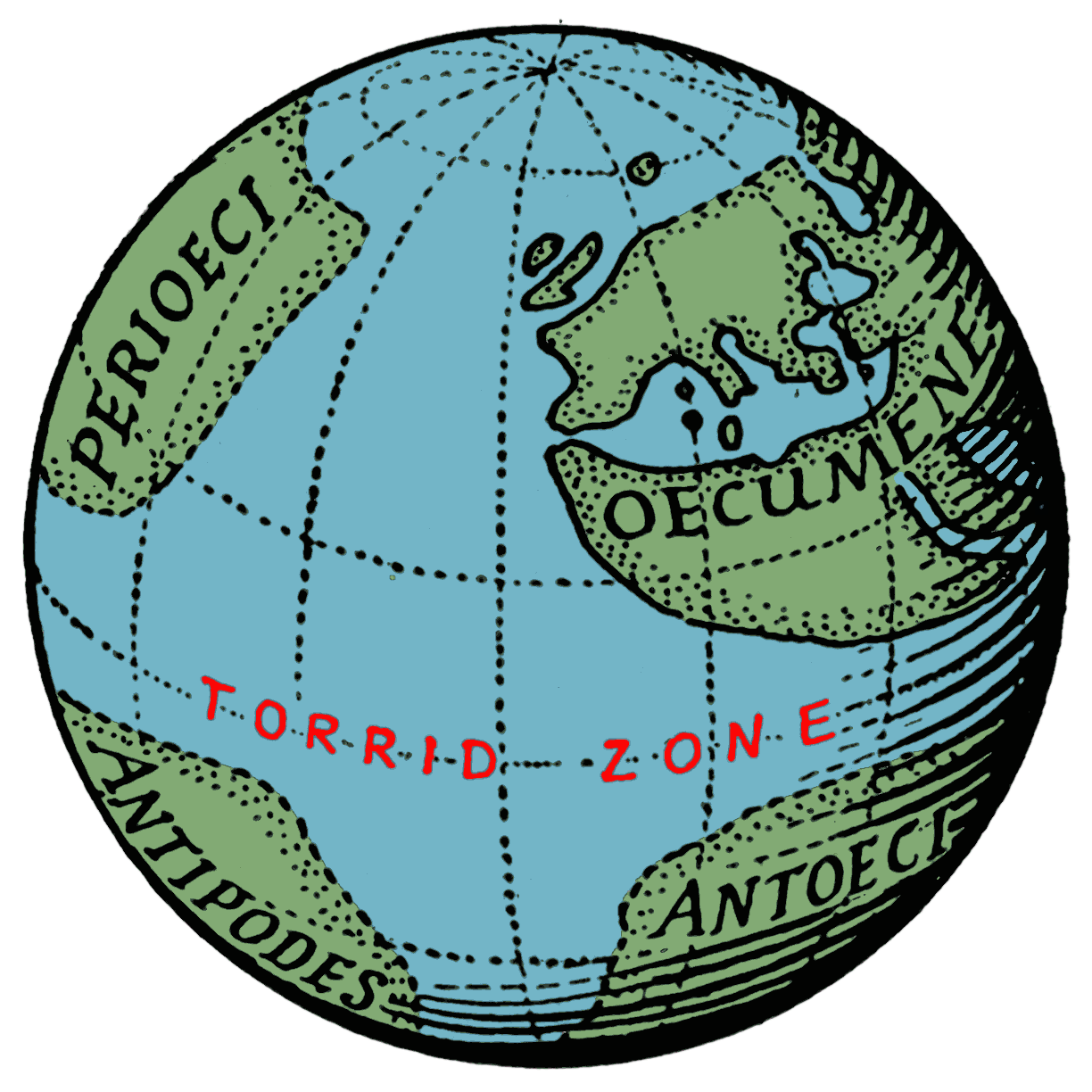
Kratész elveszett földgömbjének XX. századi rekonstrukciója fennmaradt leírások alapján (Ernest George Ravenstein).

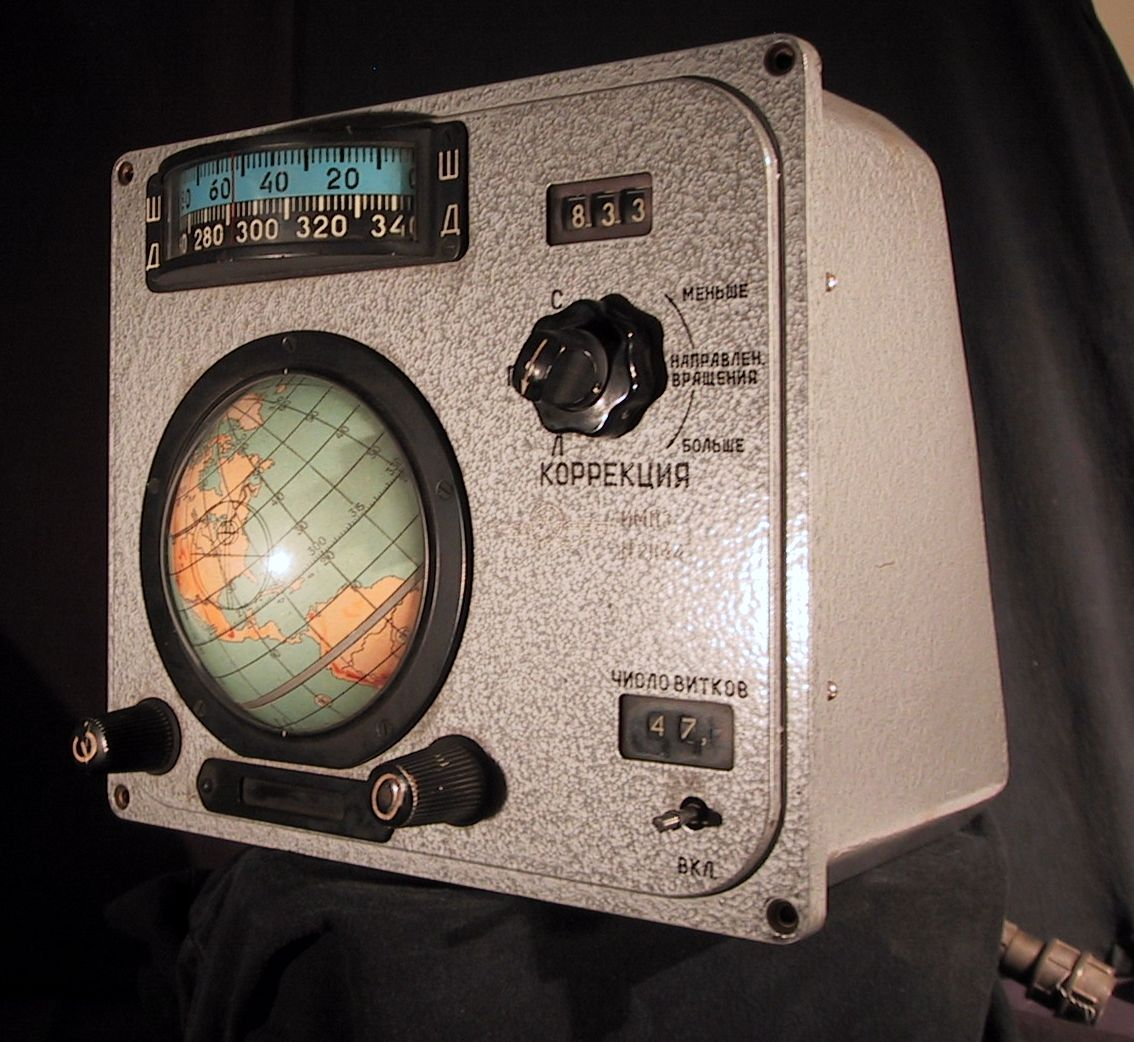
A Voszhod orosz űrhajóban navigációs célra alkalmazott elektronikus földgömb

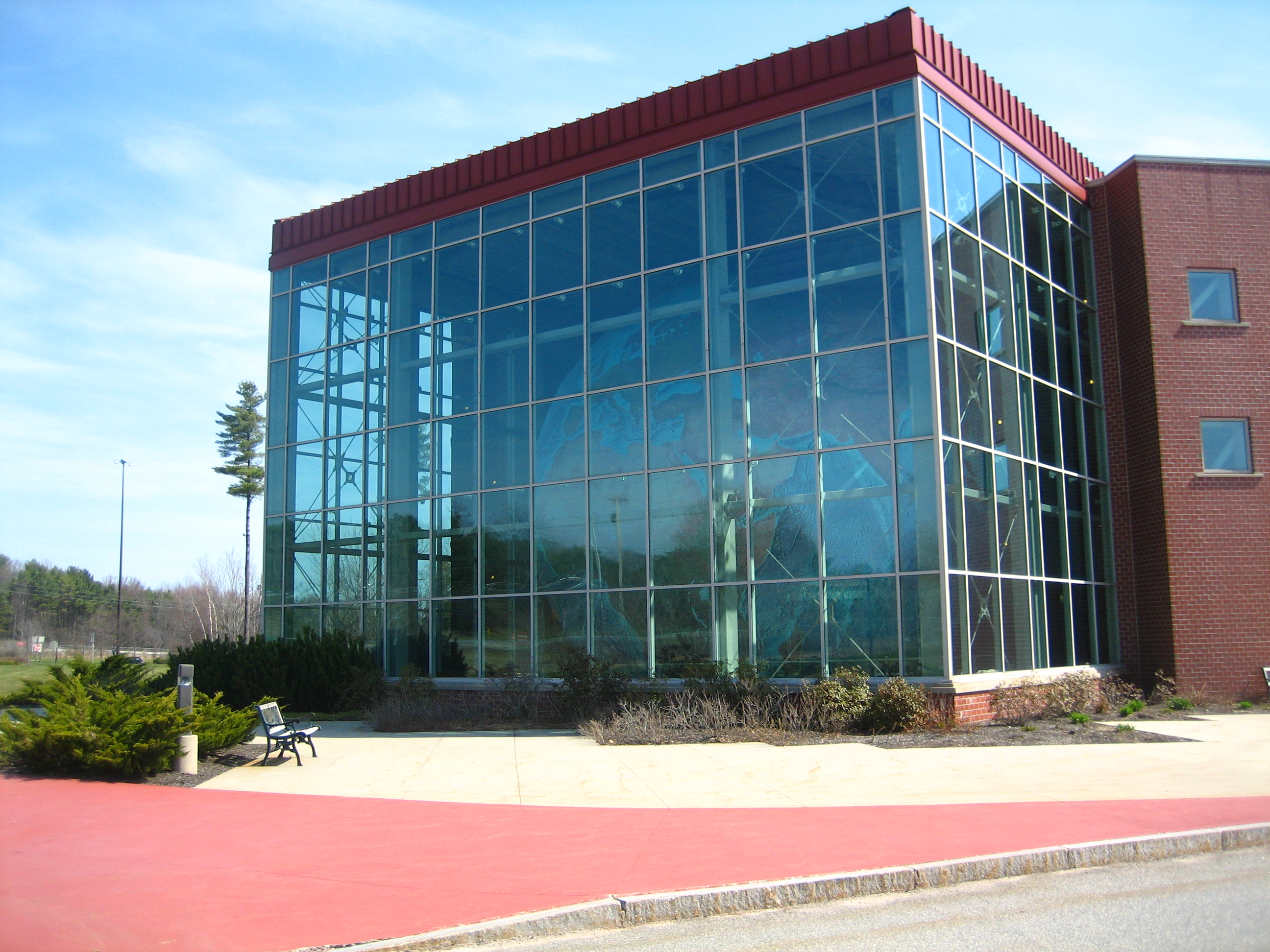
A világon a legnagyobb, forgó földgömb, az Eartha (Yarmouth, Maine, USA)

A Föld alakját a térkép méretarányától függően gömbbel vagy forgási ellipszoiddal közelítjük. A földgömbök a Földet kis méretarányban (általában 1:5 000 000–1:100 000 000 méretarány-tartományban ) ábrázolják, a földgömbtérkép méretaránya a gömb átmérőjének függvénye.
Éggömböket már az ókorban is készítettek, sőt i. e. 150 körül Malloszi Kratész földgömböt is, de az első földgömb, amely fennmaradt, a 15. század végén készült, megelőzve a nagy földrajzi felfedezéseket. Az ókori görögök mérései szerint a Föld gömb alakú volt.
Az első földgömböt 1492-ben Martin Behaim készítette, amely csupán az Óvilágot ábrázolja. Az 51 cm átmérőjű gömb vizsgálata során kiderült, hogy a hordozógömb agyagból készült, amelynek felszíne helyenként erősen károsodott, a legnagyobb horpadás 2 cm-es. A gömböt négy réteg lenvászonnal borították be, majd a gömb Egyenlítő mentén való megerősítése végett két félgömbre vágták, és favázzal rögzítették. A Föld dőlésszögét figyelembe véve szerelték a háromlábú fémállványba úgy, hogy a pólusoknál furatot készítettek, és ebbe illesztették a tengelyt. Végül az eredeti gömböt pergamenpalásttal burkolták és erre ragasztották fel a papírszegmensekre megfestett földgömbtérképet. A térkép maga ptolemaioszi méréseken alapult. A földgömb egy fakszimile kiadása ma a Bécsi Glóbuszmúzeumban látható, az eredeti glóbusz Nürnbergben. Pár évvel később Martin Waldseemüller földgömbjén már feltűnnek az Újvilág akkor ismert részletei is. Ez volt az első, fametszetről nyomtatott földgömb, amelyhez a nyomatok 1507-ben készültek. A 27 cm-es, 1515-ben készült földgömbje két példányban maradt fent. Gerardus Mercator, a híres kartográfus földgömbjét 1541-ben készítette el, éggömbjét tíz évvel később, 1551-ben. A gömbpár mindkét tagja 41,5 cm átmérőjű. A földgömb ebben az esetben is ptolemaioszi méréseken alapul, kiegészítve az újvilági felfedezésekkel. A következő évszázadban a földgömbkészítés virágkorát élte. Közülük a legnevesebb dinasztia a Blaue család volt. Többféle méretben is készítettek glóbuszpárokat, köztük 13,5, 28, 33 és 68 cm átmérővel is, több kiadást megérve. A térképet rézmetszetről nyomtatták, és kézzel festették ki. Az egyes gazdagabb megrendelők „extra” díszítéseket is kértek a gömbjükhöz, ilyen például az éggömbön a csillagok aranyozása, vagy egyedi kolofonok, grafikák a térképen. A glóbuszok minden esetben gazdagon díszített faállványba kerültek, sárgaréz meridiángyűrűvel.

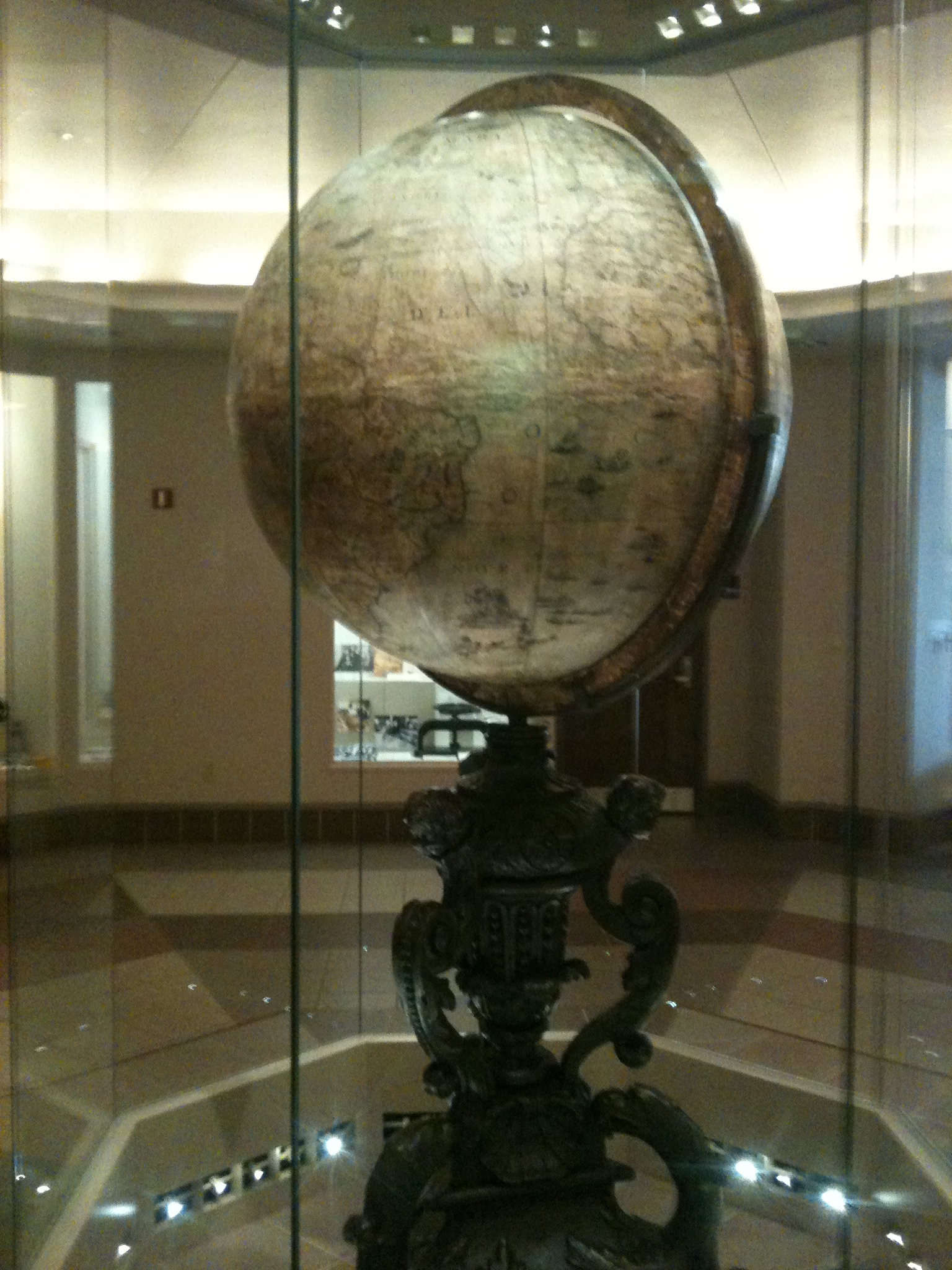
Vincenzo Coronelli 1688-ban készült földgömbjének rekonstruált példánya

1680 után Vincenzo Coronellit érdemes megemlíteni. Élete legjelentősebb munkája a 384 cm átmérőjű glóbuszpár XIV. Lajos király udvarába került (1681–83). A műve nem hozta meg a várt elismerést, de megalapozta további karrierjét: 109 cm-re kicsinyített változatokat készített, melyek számos kiadása megmaradt 1688-as első kiadástól kezdve. Ezen kívül 8,5, 15, és 48 cm átmérőjű glóbuszokat is készített, a nyomatokat a Libro dei Globi munkájában adta közre. A 19. század elejére a kőnyomásos technológia lehetővé tette a színes nyomtatást, amellyel megkezdődött a glóbuszok olcsóbb sokszorosítása. Emellett az igény is megnőtt a közoktatásban a szemléltető eszközök iránt. A 19. században már rendelkezésre álltak olyan adatok, amellyel egy világtérképet kielégítő pontossággal lehetett megrajzolni. Ugyancsak ebben az évszázadban jelentek meg az első Holdat illetve Marsot ábrázoló glóbuszok.

## A magyar földgömbkészítés története röviden

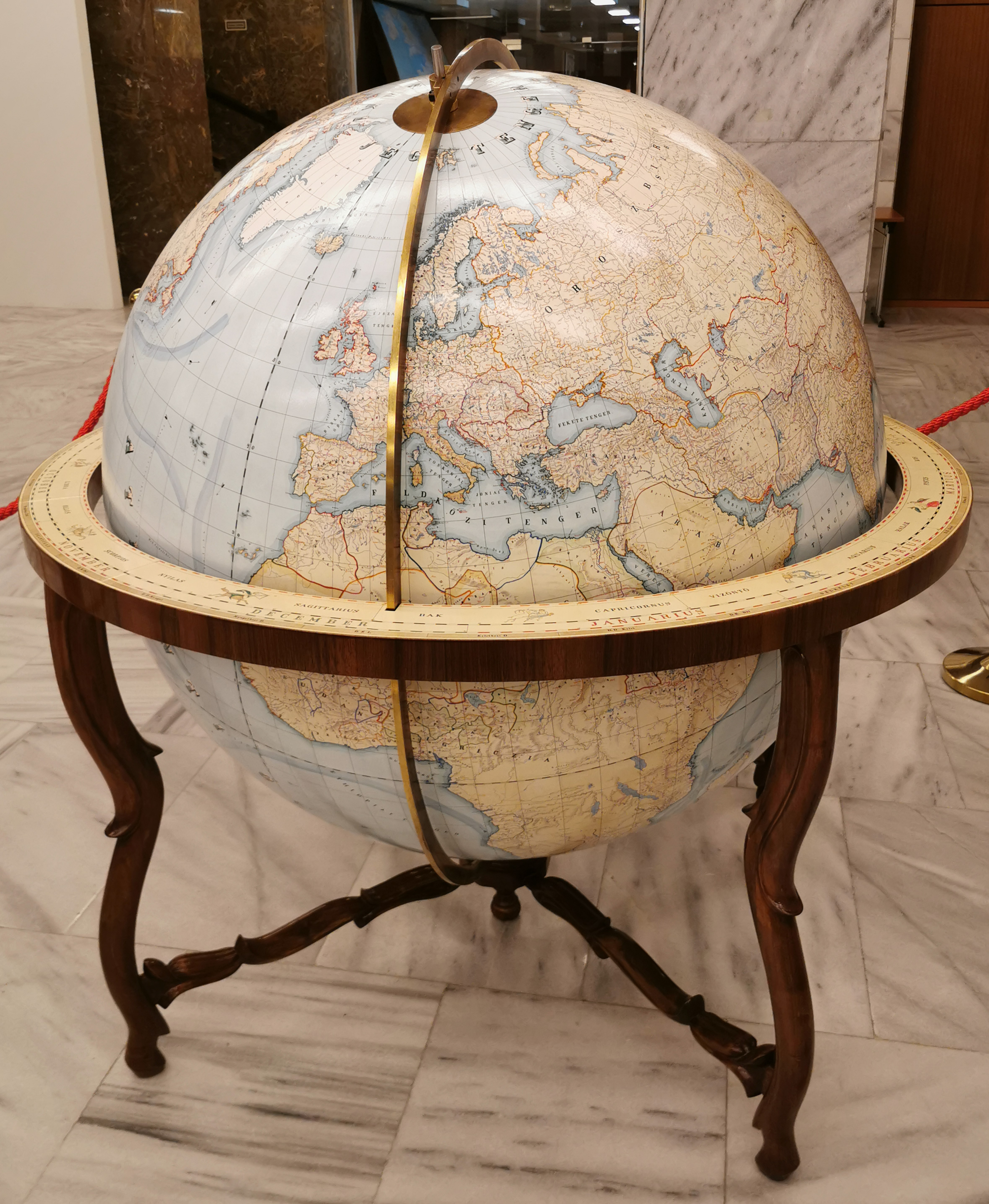
Perczel földgömb (1862)

Mária Terézia 1777-es Ratio Educationis rendelete kötelezővé tette 6-12 éves kor között az oktatást, ezért egyre nagyobb szükség lett szemléltetőeszközök gyártására. A debreceni kollégium diákja, Karacs Ferenc társaival együtt egy 100 cm átmérőjű kéziratos gömböt szerkesztett fából és papírból. 1831-ben Elekes Ferenc a bécsi Katonai Földrajzi Intézet tagja, színesen nyomott, 12 cm-es gömböt készített. 1840-ben Nagy Károly egy 32 cm-es föld- és éggömböt is szerkesztett, melyek kezdőmeridiánjának a budai csillagdán átmenő délkört választotta. A művét oktatási célokra Bécsben sokszorosították.
Magyar viszonylatban a század legjelentősebb kéziratos gömbjét Perczel László készítette, 1862-ben. A gömb 132 cm átmérőjű, és akkor vált nemzetközileg is ismertté, amikor 1881-ben a III. Nemzetközi Földrajzi Konferencián, Velencében, különdíjjal tüntették ki. A glóbusz formáját a fabordázat adja, melyet papírmaséval burkoltak. Tartalma gondosan kidolgozott: színes határvonalakat, tengeráramlásokat, és vízrajzot is tartalmaz. A domborzatábrázolás modern szemléletű: mesterien kidolgozott domborzatárnyékolási technikával készült. Névrajza igen gazdag, főleg a közép-európai területen.
Sajnos a gömb a következő évszázad viharos eseményei során erősen megsérült, nagy üres területek láthatók a felszínén. Az 1870-es években egy gyenge minőségű restaurálást hajtottak rajta végre. A szakadt területeken berajzolták a földrajzi fokhálózatot, és az egész gömböt lelakkozták. Nemsokára bebizonyosodott, hogy ez a lakk több kárt okozott, mint hasznot. A tinta egy részét feloldotta, olvashatatlanná téve rengeteg földrajzi nevet, leginkább a piros tintával megírt településneveket. Az időszerűvé vált alapos restaurálás még várat magára. A kiegyezés után sem változott meg a helyzet, sorozatban egy magyar cég sem állított elő gömböket. A prágai székhelyű Felkl cég szállította a gömböket 21, 31,6 és 47,4 cm-s méretben, amelyeket Gönczy Pál magyarított. Hasonlóan Gönczyhez, Hunfalvy János is a Föld legújabb felfedezései nyomán fordította le a glóbuszok névanyagát. Ezen glóbuszok hiányosságai miatt egy 1908-as rendelet kitiltotta ezeket a gömböket az oktatásból. 

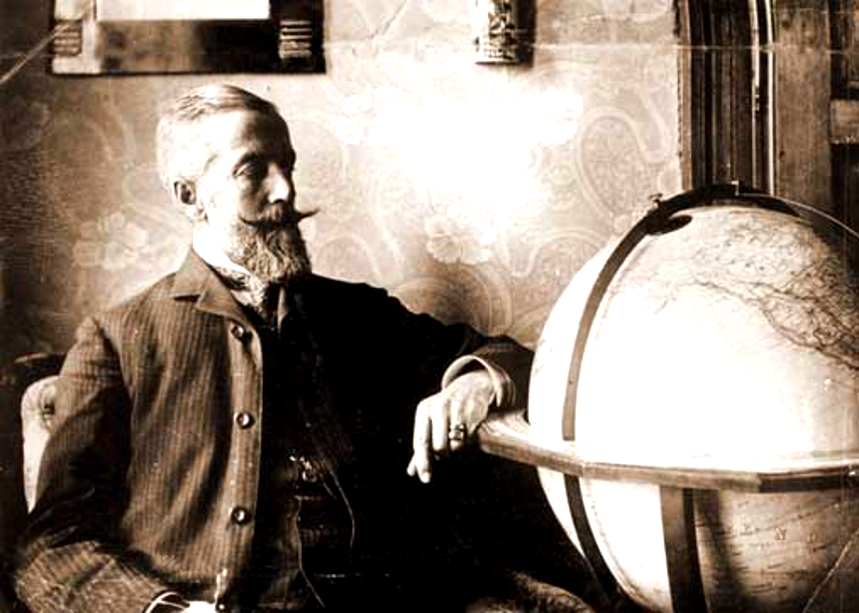
Kogutowicz Manó 1910 körül, az általa készített földgömbök segítségével mintegy négy évtizeden át folyt a magyar földrajzoktatás, nevéhez fűződik a német, szlovén, olasz nyelvű változatban szerkesztett, 25,5 és 51 cm átmérőjű földgömbjeinek exportja

A hiányok pótlása végett Kogutowicz Manó 1896-ban fogott hozzá a gömbök gyártásához 25,5 és 51 cm-s méretben. A nagyobbik gömböt teljes felszereléssel látta el és még egy iskolai gyakorlópélda-füzetet is szerkesztett hozzá. Az ekkor már Kogutowicz Károly vezette Magyar Földrajzi Intézet elvesztette önállóságát a világháborúban, és a glóbuszgyártás is szünetelt. A megmaradt gömbökkel folyt sokáig az oktatás, mígnem Turner István, 1930-ban, 11 és 17 cm-es földgömböket szerkesztett, igaz nem oktatási célokra. Ugyanebben az évben készült el Kogutowicz közreműködésével a M. Kir. Állami Térképészeti Intézetben az 1 : 40 000 000 méretarányú, hét színnel nyomott, domborított gömb, mely különleges segédeszköze lett az oktatásnak. Több kiadást is megért. A domborzaton és vízrajzon kívül tartalmazta az államhatárokat és tengeráramlásokat is. A második világháború után ezeket a gömböket átszerkesztve adták ki. Az újonnan szerkesztett sorozat csak 1953-ban jelent meg.
A Kartográfia Vállalat megalakulását követően, 1965-ben kezdte meg az új szerkesztésű
13 és 25 cm-es politikai gömbök kiadását. A módszer a következő volt: műanyag gömbökre 12 db 30°-os szegmenst kasíroztak fel, két pólussapkával. Állványuk műanyagból vagy fémből, és fából készült. Többféle tartalommal jelentették meg őket. Domborzati (mely később az 1980-as években kiegészült a tengerfenék-domborzat ábrázolásával). A politikai földgömbök tartalmát minden kiadás esetében frissítették. A DUO földgömbök esetében, amelyek alapja a politikai tartalom volt, és a domborzati tartalom átvilágítható formában jelent meg.
Az Eötvös Loránd Tudományegyetem Térképtudományi Tanszéken már az 1970-es években is folytak kísérletek egy új gyártási eljárások kialakítására. 
A technológia jelentősen megváltozott az informatika és a műszaki tudományok robbanásszerű fejlődése miatt, így a kasírozási módszer helyett szinte összes földgömbgyártó cég a következőkben bemutatott technikák egyikét alkalmazza. Az eljárás lényege a következő: szívásos eljárással műanyag félgömböket képeznek, ezekkel olvasztják össze a nyomatokat. A két féltekét valódi síkvetületben ábrázolják.
A gömbbé formálás során az egyes részek az előre kiszámított torzulási együtthatókkal változnak meg. Ezeknél már nem a mértani pontosság követelmény, hanem nagyobb hangsúlyt a tartalmi elemekre fektetik, és figyelembe véve a vevők igényeit, pl. átvilágíthatóság, erős tónusú színek. Napjainkban használt gyakorlat még egy ún. szirom formájú nyomat gyártása, amelynek két szférájából alakítják ki a gömböt.

### Magyarország legnagyobb földgömbje
Az ELTE Lágymányosi tömbjének északi épületében található. 1961-ben Füsi Lajos irányításával készült el a 212 cm átmérőjű domborművű-műanyagföldgömb, melynek célja a Föld közlekedési hálózatának bemutatása. Méretaránya 1 : 6 000 000. Mivel a földgömb átvilágítható, ezért anyaga fényáteresztő polimerakrilátból, röviden plexilapokból készült. Először a negatívformákat gipszből készítették el, majd erre helyezték rá a 140–170°C-ra felforrósított, hőre lágyuló plexilapot, amelyet vákuumformázással munkáltak meg. Az így elkészült 10° széles gömbszeleteket egy fémállványra rögzítették. A gömb belsejébe világítást szereltek, majd motorral látták el. Felszínére a nitrofestéket festékszóróval vitték fel. A magassági méretarány nem egyezik meg a vízszintessel; 1 : 100 000–600 000, területtől függően. A hipszometrikus beosztás a következő: 0–100 m, 100–200 m, 200–500 m, 500–1000 m, 1000–2000 m, 2000–5000 m, és 5000 m felett. A tengerek esetében: 0–2000 m, 2000–4000 m, 4000–6000 m, 6000 m alatt. A kartografálás során a gömb tartalmát úgy alakították ki, hogy az távolról (4-6 méter) is jól olvasható legyen. Ennek oka, hogy az óriásföldgömb térképe a falitérképek kategóriájába sorolható. A fontosabb folyók mellett a tavakat is ábrázolja. Az országhatárok, a fő vízi, közúti, vasúti útvonalak is szerepelnek rajta. A városokat kis piros karikákkal tüntetik fel. A közlekedési útvonalak szempontjából fejtörést a légi útvonalak megjelenítése okozott. Mivel ezek két pont között ortodrómákkal szemléltethetőek a legjobban, ezért a harmadik dimenzió bevonása mellett döntöttek, műanyagszalagokkal kötik össze a városokat, a felületből kiemelkedően.

## A földgömbök csoportosítása
A földgömböket csoportosítani lehet méretarány szerint: 
- Nagy méretarányúak 1 : 15 000 000, ezek általában egyedi gömbök, nagyobb átmérővel mint 85 cm.
- Közepes méretarányú gömbök 1 : 15-40 000 000 (85-32 cm átmérőjűek).
- Kis méretarányúak 1 : 40 000 000, és 32 cm-nél kisebb átmérőjű gömbök.

Másik fajta csoportosítás lehet az átmérő szerinti beosztás. Eszerint „zseb”-glóbuszokat (<11cm), asztali gömböket (11–50 cm) és általában egyedi, óriásgömböket különböztetünk meg (>50 cm).